# Circuit de Dundrod
El circuit de Dundrod va ser un circuit urbà situat a prop de Dundrod (en gaèlic irlandès: Dún dTrod), una localitat del districte de Lisburn, al comtat d'Antrim d'Irlanda del Nord. El circuit es va fer servir per a l'Ulster Trophy (curses de Fórmula 1 i de Fórmula 2) de 1950 a 1953, per al RAC Tourist Trophy (curses de cotxes esportius) de 1950 a 1955 i per al Gran Premi de l'Ulster de motociclisme de 1953 al 2019. El proper circuit de Clady, també al comtat d'Antrim, es va fer servir per al Gran Premi de l'Ulster entre el 1922 i el 1952 abans de traslladar-se al circuit de Dundrod.

## Història

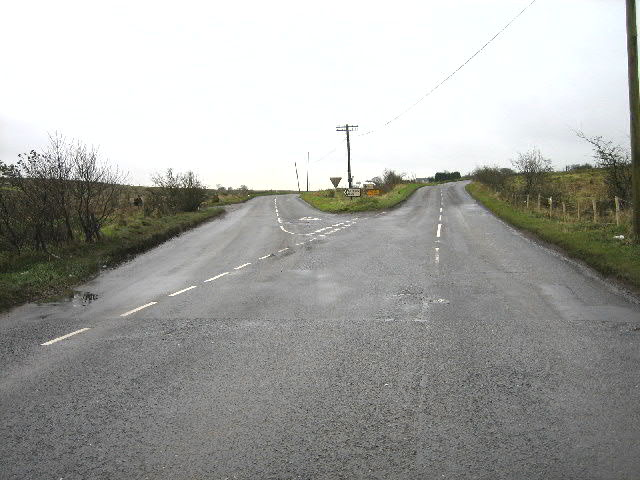
La forquilla original del circuit (la nova, coneguda com a forquilla de Lindsay, era una mica més enrere a la carretera)

El circuit de Dundrod es va emprar per primera vegada el 1950 per a la cursa d'automobilisme RAC Tourist Trophy i l'Ulster Trophy de Fórmula 1 (no puntuable per al campionat). Inicialment tenia una longitud de 7,416 milles (11,935 km) i posteriorment es va escurçar a 7,401 milles (11,911 km) per a la temporada de 1965 amb l'addició de la forquilla de Lindsay. A partir de la temporada de 1953, el Circuit de Clady, que havia estat seu del Gran Premi de l'Ulster de motociclisme, va ser abandonat i el Gran Premi es va traslladar a Dundrod.
A partir de 1955, els cotxes van deixar de córrer al circuit de Dundrod a causa de les tres víctimes mortals que hi hagué durant el TT de 1955, a més dels problemes de seguretat inherents a la naturalesa estreta del circuit i les altes velocitats que s'hi atenyien. Des d'aleshores, Dundrod només es va fer servir per a les curses de motociclisme.
L'últim any en què el Gran Premi de l'Ulster, celebrat al Circuit de Dundrod, va formar part del calendari del campionat del món de motociclisme va ser el 1971. El guanyador en fou l'australià Jack Findlay amb una Suzuki, una victòria que ha passat a la història del mundial pel fet de ser la primera a la classe dels 500cc d'una motocicleta amb motor de dos temps.

## Descripció
El circuit comprenia carreteres públiques que es tancaven al trànsit per a les curses. En concret, hi havia una secció de les carreteres secundàries B38 Hannahstown Road entre Glenavy i Hannahstown i B101 Leathemstown Road de Leathemstown Corner fins a Dundrod, a més de la B154 Quarterland/Tornagrough Road des de Cochranstown fins a la cruïlla de la carretera B38 Upper Springsfield Road amb la Hannahstown Road, a la forquilla de Lindsay.

## Rècords
El rècord de volta per al circuit de Dundrod, establert per Dean Harrison amb una Kawasaki Ninja ZX-10R durant el Gran Premi de l'Ulster del 2017, és de 3 minuts i 17,928 segons a una velocitat mitjana de 134,614 mph (216,640 km/h). El rècord de velocitat mitjana en cursa és de 133,180 mph (214,332 km/h), establert per Bruce Anstey durant el mateix Gran Premi.
El rècord de volta per al RAC Tourist Trophy al circuit de Dundrod és de 4 minuts i 42 segons, a una velocitat mitjana de 152,36 km/h (94,67 mph). El rècord en cursa del RAC Tourist Trophy al circuit, establert per Stirling Moss i John Fitch amb un Mercedes-Benz 300 SLR durant la cursa del RAC Tourist Trophy de 1955, és de 7 hores, 3 minuts i 12 segons, a una velocitat mitjana de 88,32 mph (142,14 km/h) durant 84 voltes (622,96 milles/1002,518 km).